# Arbetarnas centralråd
Arbetarnas centralråd (finska: Työväen pääneuvosto) var de rödas folkvalda representation under finska inbördeskriget som var aktiv från 12 februari till 10 april 1918. Rådet grundades för att övervaka det Röda Finlands regering Finska folkdelegationen. Arbetarnas centralråd hade 40 medlemmar som valdes av Finlands socialdemokratiska parti (15 stycken), Finska landsorganisationen (10), de Röda gardena (10) och Helsingfors arbetarorganisationers representantskap (5). Finlands svenska arbetarförbund och Finlands socialdemokratiska kvinnoförbund hade sina egna representanter bland socialdemokraternas ledamöter.
Arbetarnas centralråd hade fem utskott; grundlagsutskottet, lagsutskottet, finansutskottet, krig- och ekonomiutskottet och utrikesutskottet. Ordförande var den tidigare riksdagsledamoten Valfrid Perttilä. Arbetarnas centralråd sammanträdde i Ständerhuset i Helsingfors och från början av april i Viborg där de Rödas förvaltning evakuerades.

## Ledamoter i urval
- Valfrid Perttilä (ordförande)
- August Lehto (vice ordförande)
- Kaarlo Tuominen (vice ordförande)
- Väinö Jokinen (sekreterare)
- Matti Airola (ordförande av grundlagsutskottet)
- Heikki Jalonen (ordförande av finansutskottet)
- Aura Kiiskinen (ordförande av lagsutskottet)
- Aatto Sirén (ordförande av utrikesutskottet)
- Iida Aalle-Teljo
- Kustaa Ahmala
- Aino Forsten
- Aapo Harjula
- Hilda Herrala
- Anton Huotari
- Erkki Härmä
- Hanna Karhinen
- Juho Komu
- Adam Laakkonen
- Taavetti Lapveteläinen
- Hanna Malm
- Jussi Sainio
- Anni Savolainen
- Onni Tuomi